# كأس أوروبا لكرة السلة للسيدات 2012–13
كأس أوروبا لكرة السلة للسيدات 2012–13 هو الموسم 11 من  كأس أوروبا لكرة السلة للسيدات. أشرف على تنظيمه الاتحاد الأوروبي لكرة السلة، وكان عدد الأندية المشاركة فيه  30، وفاز فيه Dynamo Moscow (women's basketball) ‏.